# Óriáslajhár
Az óriáslajhár (Megatherium americanum) egyike volt a pleisztocén kori Amerika leghatalmasabb emlőseinek. Kb. 2 millió évvel ezelőtt jelent meg és az utolsó jégkorszak végével, mintegy 8000 évvel ezelőtt halt ki.

## Testfelépítése
Az óriáslajhár hatalmas állat volt: mérete és tömege kb. a ma élő ázsiai elefántokéval egyezett meg, kb. 3,8–4,58 tonna tömegű és 6 méter hosszú lehetett. Hatalmas karmai voltak, de ennek ellenére az elefántokhoz hasonlóan békés növényevő lehetett: Amerika fás-füves térségein vándorolva, karmaival a fák ágaiba kapaszkodva azok leveleivel táplálkozhatott. Meglehetősen esetlen állat volt: lábnyomaiból ítélve négy lábon járt, de a súlyát inkább a hátsó lábain hordozta, a mellső lábaira enyhébben támaszkodhatott és feltehetően két lábra is tudott állni, ha akart (mint a medve).

## Kipusztulása
A legújabb kutatások szerint nem a jégkorszak, hanem a korabeli emberek, Észak-Amerikában az első indiánok túlzott vadászatának estek áldozatul. A Megatherium hatalmas termete miatt nem tudott elrejtőzni, az embertől nem félt, és rendkívül lassan mozgott, így könnyű prédává vált. Észak- és Dél-Amerika területein 11 000 évvel ezelőttig mintegy 19 lajhárfaj élt, melyekből napjainkra egyetlen kis termetű faj maradt fenn. A Megatherium népszerű „ősállat” volt, 1857-ben több amerikai természettudós részvételével megalakult a Megatherium Club. Ez a klub azonban nem bizonyult olyan életképesnek, mint a lajhár, és 1866-ban „kihalt”.

## Elterjedése
Maradványait Patagóniától Texasig megtalálták, helyenként (például Patagóniában) nemcsak a csontjait, hanem feketés bundáját és megkövesedett ürülékét is. Valószínűleg Dél-Amerikában fejlődött ki és a Panama-földszoros kialakulása után jutott el Észak-Amerikába.
Az óriáslajhárok az utolsó jégkorszak végével haltak ki, mintegy 8000 évvel ezelőtt: vagyis nem sokkal a mai amerikai indiánok őseinek megérkezését követően. Ezért erős a gyanú, hogy az első indiánok túlzott vadászatának eshettek áldozatul (erről bővebben: pleisztocén megafauna). Legközelebbi élő rokona a ma Dél-Amerikában a fákon élő közismert lajhár, de rokona volt a szintén kihalt glyptodon is.

## Érdekesség
Az 1890-es években egy Ramon Lista nevű geográfus, felfedező Argentínában látott egy különös állatot, amelyet óriás tatunak vélt, és rá is lőtt, de nem okozott kárt az állatban. Az esetről hallván Florentino Ameghino argentin paleontológus professzor lehetségesnek tartotta, hogy Lista egy óriás lajhárral találkozott. Néhány évvel később a professzor birtokába került egy különös állatbőr darab, amelyről a tudós úgy gondolta, elég erős ahhoz, hogy „viselőjét” megvédje akár egy golyótól is. A frissnek látszó bőrről úgy gondolta, hogy egy hasonló állaté volt, mint amilyennel Lista találkozott. Későbbi vizsgálatok kiderítették a bőrdarabról, hogy legalább 5000 éves, így el kellett vetni a lehetőségét annak, hogy valahol Argentína erdeiben még élő óriás lajhárok kószálnak.

## Képek

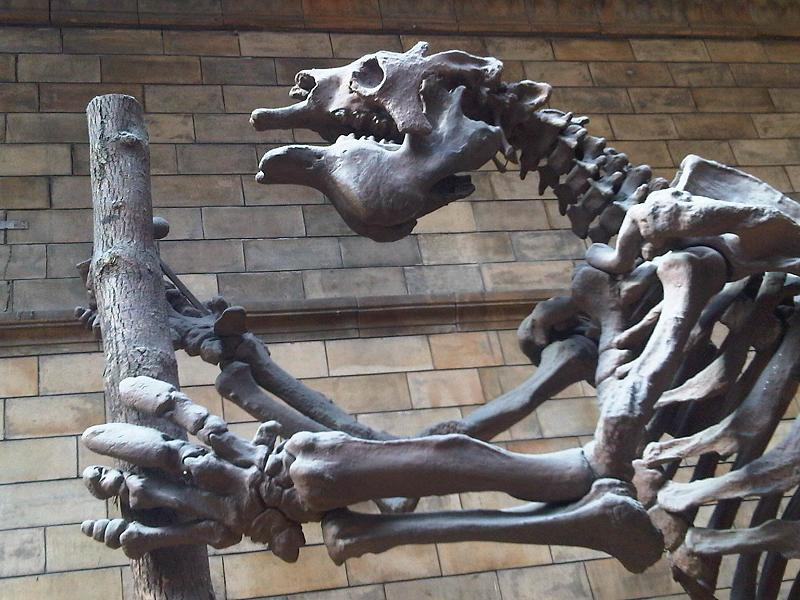
Feje és mellső lábai
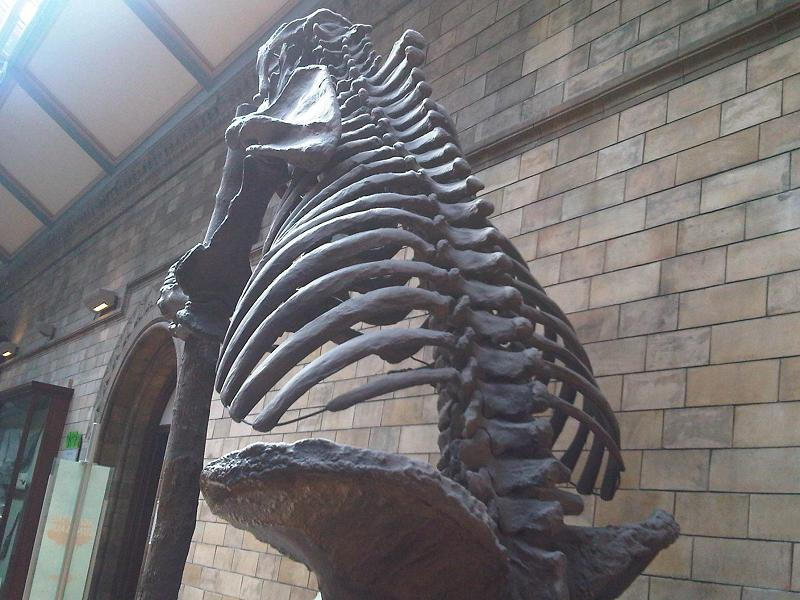
Gerince és bordái
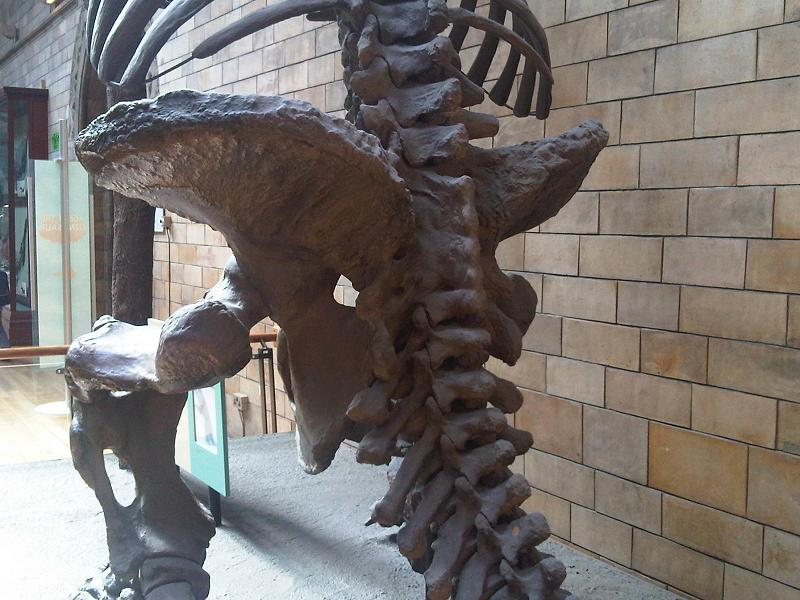
Csontos medencéje
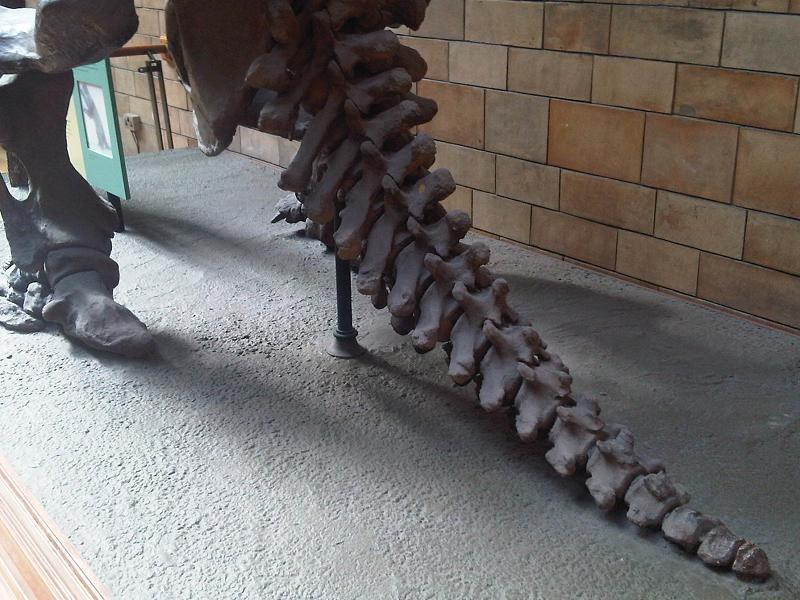
Farka
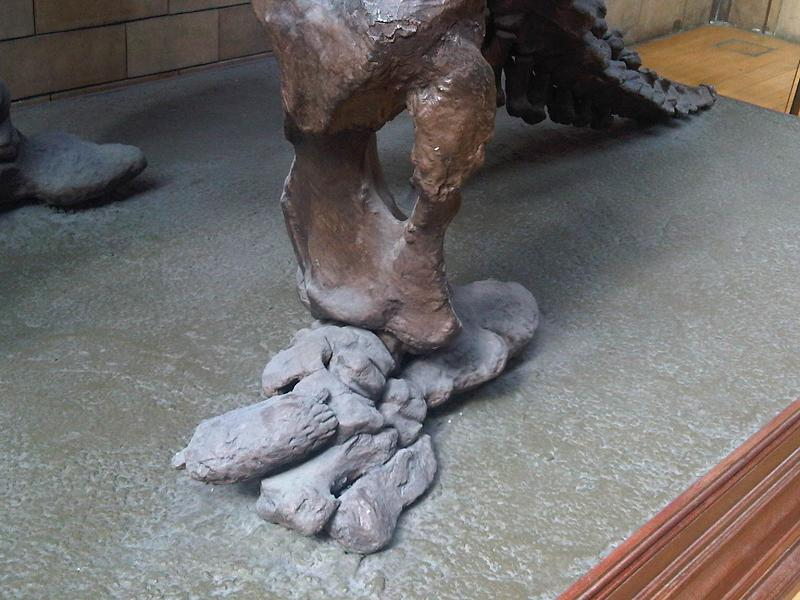
Lábfeje és lábujjai